# Liste der Stolpersteine in Metelen
Die Liste der Stolpersteine in Metelen enthält alle Stolpersteine, die im Rahmen des gleichnamigen Projekts von Gunter Demnig in Metelen verlegt wurden. Mit ihnen soll an Opfer des Nationalsozialismus erinnert werden, die in Metelen lebten und wirkten.

## Verlegte Stolpersteine
| Adresse       | Verlege- datum | Person, Inschrift                                                                                          | Bild                                            | Anmerkung |
| ------------- | -------------- | --- | ----------------------------------------------- | --------- |
| Schilden 15 · | 16. Aug. 2007  | Hier wohnte Emmy Löwenberg geb. Salomon Jg. 1897 Flucht Holland deportiert 1943 ermordet 1943 in Auschwitz | Stolperstein Metelen Schilden 15 Emmy Löwenberg |           |
| Schilden 15 · | 16. Aug. 2007  | Hier wohnte Johanna Horn geb. Salomon Jg. 1909 deportiert 1942 ermordet 1942 in Minsk                      | Stolperstein Metelen Schilden 15 Johanna Horn   |           |
| Schilden 15 · | 1. März 2012   | Hier wohnte Ruth Marx Jg. 1910 deportiert 1941 ermordet in Riga                                            | Stolperstein Metelen Schilden 15 Ruth Marx      |           |